# Алексеевка (Сынжерейский район)
Алексеевка (рум. Alexeuca, Алексеука) — село в Сынжерейском районе Молдавии. Наряду с сёлами Малые Котюжены и Гура-Ойтуз входит в состав коммуны Малые Котюжены.

## География
Село расположено на высоте 164 метров над уровнем моря.

## Население
По данным переписи населения 2004 года, в селе Алексеевка проживает 597 человек (283 мужчины, 314 женщины).
Этнический состав села:
| Национальность | Число жителей | Процентный состав |
| -------------- | ------------- | ----------------- |
| молдаване      | 591           | 98.99             |
| украинцы       | 3             | 0.5               |
| русские        | 2             | 0.34              |
| прочие         | 1             | 0.17              |
| Всего          | 597           | 100%              |